# VK Kaštela Kaštel Lukšić (žene)
Ženska vaterpolska ekipa VK "Kaštela" iz Kaštel Lukšića (Kaštela) je bivša vaterpolska ekipa. Osnovana je 2000., a sudjelovala je na prvim izdanjima prvenstva i kupa Hrvatske, te se nakon nekoliko godina ugasila.